# 鉱工品貿易公団
鉱工品貿易公団（こうこうひんぼうえきこうだん）は、1947年から1951年まで存在した日本の公団。監督官庁は、通商産業省の外局の貿易庁。存続期間は短いものであったが、当時、国内で不足、高騰を続けていた非鉄金属を扱っていたため、複数の経済犯罪等に関連して名を残す。

## 概要
1947年5月22日、貿易公団法に基づいて繊維貿易公団、食料貿易公団、原材料貿易公団とともに設置。当時は、連合国軍最高司令官総司令部（GHQ）が民間の貿易（特に輸出）を許可していなかったこと、国が直接貿易をすることは同年制定された私的独占の禁止及び公正取引の確保に関する法律（独占禁止法）に抵触する可能性があったために設立された。しかし、設置した当年度にGHQが民間貿易を許可する方向に動いたため、公団の存在価値は次第に曖昧なものとなった。1951年1月31日付をもって、業務を通商産業省臨時通商業務局が引き継いで廃止。

## 鉱工品貿易公団横領事件
1950年4月19日、鉱工品貿易公団横領事件が発覚。公団の公金1億円を横領して逃亡していた鉱工品貿易公団職員とその妻が出頭したことによるもの。被害額もさることながら妻の経歴が元ミス東京であることも注目となった。後に事件について、藤沢次郎公団総裁が「あれくらいは女中のつまみ食い程度」と発言したことから、さらに大きな批判を受けることとなった。世に言う「つまみ食い事件」である。総裁と副総裁は進退伺を出したが棚ざらしとなり、ようやく同年11月21日に辞表を提出したが、通商産業省は戒告処分を行った上で依願免職とした。捜査の結果、出頭してきた2人のほか多数の職員が横領行為を行ってきたことが判明。書類送検された者は37人、公金横領額は約3億2000万円、背任横領額は約1億2000万円に達した。

## 廃止後の出来事
1951年に廃止されたものの、当時、国内ではスズ、鉛、銅など非鉄金属類が高騰しており、鉱工品貿易公団のストックや業務を引き継いだ通商産業省臨時通商業務局が物資の払い下げを行うなどと称して架空売買を持ち掛ける詐欺が横行した。このため旧監督官庁であった通商産業省は、新聞各紙に「特定の個人商社に売買契約をすることはない」とする新聞広告を掲載している。